# Trichoptya orthosiana
Trichoptya orthosiana är en fjärilsart som beskrevs av Swinhoe 1885. Trichoptya orthosiana ingår i släktet Trichoptya och familjen nattflyn. Inga underarter finns listade i Catalogue of Life.